# Paul Kienberg
Paul Kienberg (* 15. Oktober 1926 in Mühlberg/Elbe; † 5. Oktober 2013 in Erfurt) war ein Hauptabteilungsleiter des Ministeriums für Staatssicherheit (MfS) und leitete von 1964 bis 1989 die Hauptabteilung (HA) XX (Staatsapparat, Kirchen, Kultur, Untergrund) des MfS.

## Leben
Der Sohn einer Arbeiterfamilie absolvierte nach dem Besuch der Volksschule von 1941 bis 1944 eine Schlosserlehre. Die Facharbeiterprüfung wurde ihm jedoch wegen der jüdischen Herkunft seines Vaters verweigert und er kam stattdessen 1944 ins Arbeitslager.
Nach dem Krieg trat Kienberg 1945 der KPD (1946 wurde er durch die Zwangsvereinigung von SPD und KPD Mitglied der SED) bei. Zwischen 1945 und 1949 war er zunächst Volontär, dann technischer Leiter im städtischen Elektro-Werk Mühlberg.
Im Dezember 1949 wurde Kienberg bei der Volkspolizei (VP) eingestellt und wechselte 1950 zum MfS nach Berlin in die Abteilung VI (Staatsapparat, Parteien). 1953 wurde er zur HA V (Staatsapparat, Kultur, Kirchen, Untergrund) versetzt und war dort ab 1956 Abteilungsleiter. 1955 war er – neben Gerhard Niebling und Karli Coburger – Vernehmer von Karl Laurenz, einem Agenten des westlichen Geheimdiensts Gehlen, und dessen konspirativer Geliebten Elli Barczatis; beide wurden 1955 hingerichtet. 1959 wurde er zum stellvertretenden Leiter der HA V ernannt. Diese erhielt nach einer MfS-internen Umstrukturierung die Nummer XX, weshalb er 1964 (zunächst kommissarisch als Nachfolger Fritz Schröders) zum Leiter der HA XX ernannt wurde.
In dieser Position war Paul Kienberg für die Führung der Inoffiziellen Mitarbeiter (IM) und Offiziere im besonderen Einsatz (OibE) und somit für die Überwachung von Religionsgemeinschaften (siehe Christen und Kirche in der DDR), Kultur- und Medienbetrieben, Blockparteien und gesellschaftlichen Organisationen, des Bildungs- und Gesundheitssystems sowie der Sportvereine (siehe Sport in der DDR) in der DDR verantwortlich. In dieser Funktion segnete er diverse Zersetzungsmaßnahmen ab, die im Einzelfall bis hin zur Ermordung von Oppositionellen führen konnten. Mit seinem Wissen und auf seinen Auftrag hin führte das MfS Bespitzelungen gegen führende Oppositionelle wie Jürgen Fuchs oder Wolfgang Templin sowie gegen bekannte Bundesbürger wie Joseph Ratzinger durch. Zwischen 1963 und 1965 sowie von 1966 bis 1968 absolvierte Kienberg ein Fernstudium an der Hochschule des Ministeriums für Staatssicherheit (JHS) und erwarb dort den Titel des Diplom-Juristen. 1973 erhielt er den Vaterländischen Verdienstorden in Gold. Kurz vor Ende des SED-Regimes wurde er 1989 zum Generalleutnant befördert. Im Dezember 1989 wurde er von allen Aufgaben entbunden, im Januar 1990 entlassen und als einer der dienstältesten Hauptabteilungsleiter verrentet.
Im März 2001 unterzeichnete er zusammen mit 22 weiteren ehemaligen hochrangigen MfS-Offizieren einen offenen Brief in der jungen Welt, in dem sie eine angebliche „Hexenjagd“ auf ehemalige Mitarbeiter der Staatssicherheit behaupteten.